# Новоград-Волинський район (1923—2020)
Новогра́д-Воли́нський райо́н — колишня адміністративно-територіальна одиниця Волинської округи, УРСР, Київської і Житомирської областей УРСР та України. Адміністративний центр — місто Новоград-Волинський. Населення — 47 019 осіб (на 1.08.2013). Площа — 2098 км². Утворено 1923 року.

## Географія
Новоград-Волинський район розташований у західній частині Житомирської області, займає площу 2,1 тис. км² і лежить у межах Поліської низовини. Утворений 7 березня 1923 року. Його центром є місто Новоград-Волинський — батьківщина Лесі Українки.
Район розташований на відстані 87 км від обласного центру, 224 км від м. Києва, 100 км від м. Рівного, 180 км від м. Хмельницький. До найближчого аеропорту міжнародного значення «Бориспіль» — 250 км.
До складу району входить 110 населених пунктів, які об'єднані в 39 сільських та 1 селищну ради.

## Історія
Утворений 7 березня 1923 в складі Житомирської округи Волинської губернії з 33 сільрад Романівецької, Смолдирівської та Рогачівської волостей Новоград-Волинського повіту.
2 вересня 1930 року було скасовано поділ УРСР на округи, через що, від 15 вересня 1930 року, Новоград-Волинський район, як і решта окремих адміністративних одиниць, перейшов у безпосереднє підпорядкування до республіканського центру.
9 лютого 1932 року район увійшов до складу новоствореної Київської області.
Постановою ВУЦВК від 1 червня 1935 року, Новоград-Волинський район було ліквідовано, сільські ради підпорядковано до Новоград-Волинської міської ради.
Постановою Президії Верховної ради УРСР від 4 червня 1958 року, район відновлено у складі Житомирської області з сільських рад Новоград-Волинської міськради та розформованого Ярунського району.
Указом Президії ВР УРСР від 30 грудня 1962 року, Новоград-Волинський район укрупнено за рахунок передачі йому 18 сільських рад Баранівського та 9 сільських рад Червоноармійського районів.
Ліквідований відповідно до постанови Верховної Ради України від 17 липня 2020 року «Про утворення та ліквідацію районів».

## Адміністративний устрій
Адміністративно-територіально район поділяється на селищну та 4 сільські об'єднані територіальні громади і 13 сільських рад, які об'єднують 110 населених пунктів та підпорядковані Новоград-Волинській районній раді. Адміністративний центр — місто Новоград-Волинський.

## Населення
Середньорічна чисельність населення району становить 47,8 тис. осіб., Працездатного населення, зайнятого в галузях економіки — 9,1 тис. чол.
Учнів — 5120. Пенсіонерів — 14349 осіб.
За 2010 рік середньомісячна заробітна плата одного штатного працівника становила 1587 грн., що становить 172,1 % до прожиткового мінімуму на одну працездатну особу.
За переписом 2001 року розподіл мешканців району за рідною мовою був наступним:
- українська — 98,51 %
- російська — 1,35 %
- білоруська — 0,04 %
- польська — 0,02 %

## Промисловість
Промисловість району представляють 8 промислових підприємств основного кола:
- ТОВ «Церсаніт Інвест» с. Чижівка;
- ТОВ «Труд» с. Сусли;
- ТОВ «Вудпак» с. Нова Романівка;
- ДП «Новоград-Волинське дослідне лісомисливське господарство» с. Майстрів;
- ДП «Городницький лісгосп» смт. Городниця;
- ДП «Новоград-Волинський сиркомбінат» ВАТ «Житомирмолоко» с. Наталівка;
- ВАТ «Чижівська паперова фабрика» с. Чижівка;
- ВАТ «Ярунська сільгосптехніка» с. Степове.

Результатом роботи промислових підприємств за 2010 рік є виробництво продукції на суму 988 млн грн., що на 60 % більше ніж у попередньому році. Приріст забезпечили 5 промислових підприємств основного кола: ТОВ «Церсаніт Інвест» (+79 %), ДП «Новоград-Волинське ДЛМГ» (+28,8 %), ДП «Городницький лісгосп» (+76,9 %), ВАТ «Чижівська паперова фабрика» (в 3,4 р.), ВАТ «Ярунська сільгосптехніка» (+29,6 %).
Промислове виробництво та реалізація щорічно зростає. У 2010 році обсяг реалізованої промислової продукції на 1 особу становить 13,6 тис. грн.

## Сільське господарство
Сільськогосподарська галузь району представлена 43-ма сільськогосподарськими підприємствами в тому числі 17 фермерськими господарствами по випуску сільськогосподарської продукції.
На території району діє три господарства з виробництва високо-репродукційного насіння зернових, два елітгоспи та один насінгосп першої групи, які щорічно забезпечують приріст виробництва високо-репродукційного насіння зернових та зернобобових культур та льону-кудряшу. Швидкими темпами розвивається органічне землеробство.

## Інфраструктура
Район має розвинену інфраструктуру. Довжина автомобільних доріг місцевого значення — 413 км, у тому числі з твердим покриттям 404 км.
Упродовж останніх років в районі забезпечено високі показники розвитку будівництва. У 2010 році будівельними організаціями виконано будівельно-монтажних робіт на суму 118,6 млн грн. Разом з тим, за 2009 рік цей показник склав 160,1 млн грн., що становить 32,5 % обласного рівня. Значні об'єми будівельно-монтажних робіт по ДП «Граніт Україна», яке проводить реконструкцію автодороги державного значення E40М06 (Київ-Чоп).
Через територію району проходить міжнародна автомобільна траса загальнодержавного значення Київ — Чоп, автодорога Васьковичі — Порубне, магістральний нафтопровід «Дружба», газопровід «Львівтрансгаз», продуктопровід ЛВДС «Новоград-Волинський» ДП «Прикарпатзахідтранс» м. Рівне та Південно-Західна залізниця протяжністю 86 кілометрів, функціонує 6 залізничних станцій.
Наявна розгалужена мережа газопроводів, три новозбудованих АГРС дають можливість повністю газифікувати район. Протяжність газових мереж району становить 675 км. Природним газом користуються жителі в 37-ми населених пунктах нашого району. Невдовзі таку можливість матимуть жителі ще 8-и сіл.

## Освіта
У районі функціонує 58 загальноосвітніх шкіл, технікум землевпорядкування Житомирського національного агроекологічного університету, Ярунський міжшкільний навчально-виробничий комбінат. Працює 18 дошкільних закладів, 7 філій дитячої музичної школи, 2 філії дитячої художньої школи.
Систему освіти та виховання підростаючого покоління в районі забезпечують 836 вчителів, 745 з яких мають вищу педагогічну освіту.
У навчально-виховних закладах району навчається 5120 учнів.
В галузі освіти пріоритетним напрямком роботи стало впровадження новітніх інформаційних технологій в навчальний процес. В 49-ти школах району наявні 362 комп'ютери, 40 шкіл мають можливість доступу в Інтернет.

## Культура та духовність
Культурно-освітню роботу в районі проводять 76 клубних установ, районний методичний центр народної творчості, районна бібліотека для дорослих імені Лесі Українки та районна бібліотека для дітей, книжковий фонд яких становить понад 590 тис. примірників.
Славиться Новоград-Волинщина своїми талантами. В районі працює 162 колективи народної творчості, 6 з яких мають звання народний аматорський
- хоровий колектив РБК с. Ярунь;
- хоровий колектив Будинку культури с. Броницька Гута;
- фольклорно-етнографічний колектив Будинку культури с. Гірки;
- фольклорно-етнографічний колектив клубу с. Сусли;
- гурт української пісні «Кришталеві дзвони»;
- фольклорно-етнографічний колектив Будинку культури с. Червона Воля.
- 2 дитячі колективи мають звання зразковий аматорський:
- фольклорний колектив районного Будинку культури с. Ярунь;
- танцювальний колектив Будинку культури с. Пилиповичі.

На території району зареєстровані та діють 62 релігійні громади, які належать до різних конфесій. З них 37 громад Української Православної Церкви Московського патріархату, 8 громад Римо-католицької Церкви, 13 громад Євангельських християн баптистів, 4 громади Християн віри Євангельської старообрядців.
На території Городницької селищної ради функціонує Святогеоргіївський Ставропігіальний чоловічий монастир Української Православної Церкви.

### Пам'ятки
- Пам'ятки історії Новоград-Волинського району
- Пам'ятки монументального мистецтва Новоград-Волинського району

Протягом 2007 — середини 2008 років у Новоград-Волинському районі демонтовано 8 пам'ятників Володимиру Леніну.

## Природоохоронні території
- Урочище «Модрина»
- Городницький заказник
- Червоновільський заказник
- Казява
- Скеля Кам'яний гриб
- Туганівський заказник
- Дідовицький заказник
- Страусове перо (заказник)

## Медицина
Для надання медичної допомоги населенню в районі створено розвинуту мережу медичних закладів. Жителів Новоград-Волинщини обслуговують міськрайонне територіальне медичне об'єднання (стаціонар на 375 ліжок, поліклініка на 1000 відвідувань за зміну та 131 ліжко денного стаціонару), Городницька міська лікарня (стаціонар на 25 ліжок, поліклініка на 100 відвідувань за зміну та 30 ліжок денного стаціонару), Ярунська дільнична лікарня (стаціонар на 15 ліжок, поліклініка на 80 відвідувань за зміну та 30 ліжок денного стаціонару), 20 амбулаторій загальної практики-сімейної медицини, 55 фельдшерсько-акушерських та фельдшерських пунктів.
Невідкладна медична допомога надається відділенням швидкої допомоги міської ТМО та пунктами швидкої допомоги Городницької міської лікарні та Ярунської дільничної лікарні. Протягом року швидкою допомогою обслуговується понад 10 тис. викликів.
У галузі охорони здоров'я працює 1536 чол., в тому числі 352 лікаря різних спеціальностей.
Медикаментозне забезпечення населення здійснюють комунальне підприємство «Центральна районна аптека № 217», 19 її структурних підрозділів та 13 приватних аптек.

## Органи місцевого самоврядування
У процесі роботи налагоджено співпрацю між райдержадміністрацією та районною радою і депутатським корпусом.
У районну раду обрано 80 депутатів від 10 політичних партій:
- Народна партія — 25 мандатів,
- Партія регіонів — 23 мандати,
- Всеукраїнське об'єднання «Батьківщина»-10 мандатів,
- Сильна Україна — 8 мандатів,
- «Фронт змін», «Наша Україна» — по 4 мандати,
- Соціалістична партія та КПУ — по 2 мандати,
- Єдиний центр, КУН — по 1 мандату.

Районна рада співпрацює з сільськими та селищною радами.
При районній раді працює координаційна рада в яку входять 39 сільських та один селищний голова, укладено угоди між сільськими радами та районною радою щодо надання практичної, методичної допомоги органам місцевого самоврядування.
Працює президія ради, утворена з 6 голів постійних комісій та представників політичних фракцій.

## Політика
25 травня 2014 року відбулися Президентські вибори України. У межах Новоград-Волинського району було створено 79 виборчих дільниць. Явка на виборах складала — 66,32 % (проголосували 23 490 із 35 420 виборців). Найбільшу кількість голосів отримав Петро Порошенко — 53,97 % (12 678 виборців); Юлія Тимошенко — 20,13 % (4 729 виборців), Олег Ляшко — 10,60 % (2 489 виборців), Анатолій Гриценко — 4,22 % (991 виборців). Решта кандидатів набрали меншу кількість голосів. Кількість недійсних або зіпсованих бюлетенів — 1,03 %.

## Персоналії
- Литвин Володимир Михайлович — український політик, Голова Верховної Ради України
- Микола Шмигін — письменник, журналіст (уродженець села Жеребилівка);
- Леся Українка — українська письменниця.
- Дідух Леонід Дмитрович — вчений в галузі фізики твердого тіла, доктор фізико-математичних наук, професор кафедри фізики Тернопільського національного технічного університету імені Івана Пулюя.
- Пелех Юрій Володимирович — український вчений, засновник і розробник нового напряму педагогічної науки — аксіопедагогіка, доктор педагогічних наук, професор.
- Стецюк Яків Нестерович — український письменник, родом з Житомирщини; з 1945 працює у Львові.
- Мамайчук Іван Федорович — композитор, педагог, диригент, музично-громадський діяч.
- Сергій Ярунський (Степанюк) — український композитор, диригент, філософ.